# Канал 5 (Северна Македонија)
Канал 5 (мкд. Канал 5) је македонска ТВ станица, основана 1998. године. Власник телевизије је Лидија Богатинова. Канал 5 је сестрински програм Канала 5 плус. Канал 5 спада у млађу генерацију македонских телевизија. Главно средиште телевизије је у Скопљу. Телевизија емитује разне филмове, теленовеле, емисије, цртане филмове, вести, политику, спорт и друго.